# Дамир Никшић
Дамир Никшић (Брчко, 6. децембар 1970) босанскохерцеговачки је концептуални уметник, стендап комичар и политичар.

## Биографија

### Преглед
Студирао је на ликовним академијама у Сарајеву, Милану и Болоњи. Дипломирао је 2000. године на Академији ликовних уметности у Сарајеву, Одсек за сликарство. У периоду 2000—2004. године био је у САД; студирао је на постдипломском студију на Универзитету у Аризони у САД до 2004. године. Магистрирао је 2004. године ликовну уметност и историју уметности, а потом предавао на Севернозападном универзитету у Еванстону (Илиноис, САД). Био је члан групе Максумин. Излагао је на Венецијанском бијеналу 2003. године у међународној селекцији.
Од 2022. године је члан Наше странке, социјал-либералне политичке партије која је при Алијанси либерала и демократа за Европу (ALDE); претходно, од 2018. до 2019. године, био је члан Социјалдемократске партије.
Живи и ради у Сарајеву.

### Образовање
Године 2000, добио је диплому сарајевске Академије ликовних уметности. Потом се као дипломац преселио у Индијану (Пенсилванија). У Тусон (Аризона) дошао је 2001; ту је дипломирао на Универзитету у Аризони маја 2004, а исте године се преселио у Чикаго (Илиноис).

### Синг синг
Кооснивач је и члан (вокал, певач) ритам и блуз бенда Синг синг. Одржали су четири концерта у ЦДА Младост.

### Максумин
Исто тако је кооснивач уметничке групе Максумин, заједно са другим многобројним уметницима (Анур Хаџиомерспахић, Анела Шабић, Ајна Златар, Елдина Бегић, Дејан Векић, Алмир Курт, Самир Пласто, Хамдија Пашић, Рејчел Роснер, Небојша Шерић, Сузана Церић, Алма Фазлић, Златан Филиповић). Године 1997, група је имала прву изложбу (Максумин I), у Колегијум артистикуму у Сарајеву; друга је била 1998. (Максумин II), а наредна 1999/2000. (Максумин III). Осим Колегијум артистикума, одржане су и у Музичком центру Павароти у Мостару, Босанском културном центру у Тузли, те Градској галерији у Зеници и Градској галерији у Бихаћу.

### Друге активности
Године 2011, протестовао је због затварања Уметничке галерије Босне и Херцеговине, објављујући сваки дан видео-уратке.

### Начин рада — критика
Своју уметност углавном представља преко Јутјуба и друштвених мрежа, где поставља кратке уратке и коментаре шаљивог карактера у којима се озбиљно и у симболичком значењу осврће на босанскохерцеговачку реалност. Коментарисао је и напад на премијера Србије Александра Вучића при његовој посети манифестацији поводом обележавања 20 година од злочина у Сребреници, рекавши у свом видеу Сребрни пир: Манипулација разједињених нација објављеном 13. јула 2015. године како је „од Поточара направљена корида”.

### Политички ангажман
Средином 2016. године одлучио се кандидовати за начелника сарајевске Општине Центар, и то као „либертаријанац, индивидуалиста и анархиста”. У интервјуу за босанскохерцеговачки портал Klix.ba рекао је следеће:
| „ | Ја сам неко ко је индивидуалиста, неко ко стварно верује у индивидуализам, а не у колективизам. Разочарао сам се у колектив и постао сам велики циник и индивидуалиста. (...) Држава даје више новца за ту неку размазану фолклорну традицију где се велича неки имагинарни народ, тамо негде... неко племе у шуми или на планини или у неком сеоцету, али нико заправо није тај народ, тако да је то добро место за ловљење у мутном и прање новца. Из тог разлога је важан појединац, он може да се укључи у дијалог, док народ не може, јер не може углас да говори. (...) Ми имамо јако велике фашистичке проблеме на свом сопственом тлу и ја немам намеру да као неки „Бошњак” кријем то што мени „моји” раде и да инсистирам на томе шта „нама” ради неки други. Не, то је све индивидуално и хоћу да својим примером поставим те неке параметре како се борити против тога и кроз уметност и кроз политику. | ” |

Циљ му је био, како је рекао, да од Сарајева направи више европски град и спречи феудализацију БиХ, те да би његова канцеларија увек била покривена камером чији би се снимци емитовали онлајн како би грађани могли да уживо гледају „ријалити-шоу начелника једне општине”. Није победио, али је касније постао заступник у Скупштини Кантона Сарајево (од 23. маја 2018. до искључења 16. марта 2019. био је члан бх. партије СДП). Најавио је кандидатуру за функцију начелника исте општине и на изборима 2020.

### Филозофија
Никшићева политичка филозофија има за циљ и схватање да се живи у кризи грађанског друштва и грађанске државе, односно да је уместо демократије заступљена етнократија. Он уместо идеје о народу и колективизму заступа индивидуализам и појам грађана као појединца, а идеологију коју следи назива „либерално прогресивним индивидуалистичким дискурсом” и „стратосепаратизмом”.

## Најзначајнија дела
- If I wasn't muslim (2005)
- Крунисање Краља Твртка (2007)
- Тоталитарни фатализам (2015)

### Песме
- Та то ти (2012)
- Гдје си (2012)
- Сједио сам у кафани сам (2013)
- На рубу плача (2015)
- Странац у своме племену (2016)
- Још једна револуционарна (2018)
- Хастахана [демо] (2020)

### Одабрани видео клипови
- Банални национализам и баклава-патриотизам
- "Боље" је непријатељ "добром"
- Бркота и прдоје – сусрет
- Вара се
- Вишеград – Мањеград, Андрићград – Каменград
- Глумац
- Говорит’
- Губитак интереса
- Дан државности: од опшћине до републике – вертикала одоздо
- Диктатура партикуларизма
- Договор кућу гради
- Дођоше дивљи и отјераше питоме
- Жали ближњег свог – као самога себе
- Инцко
- Југовина
- Књига
- Колумбо
- Љевица, рад и новац
- Масовна хипноза
- Махалабука
- Накро-демократија
- Нафта у БиХ
- Нема посла
- Ниђе на свијету (серијал; нпр. Врело живота, Предња и задња фасада...)
- Norm YugDonald
- О глупости, лудости и безобразлуку
- О младима – шта раде и зашто одлазе
- Објашњавање објашњења
- Обрад
- Од уторка правна држава
- Подсјетник на гигадржаву
- Популизам и медији
- Похлепне племенске поглавице
- Просјаци и психологија
- Профитери свих земаља...
- Пчелица Хајра
- Ремонт (серијал; нпр. Демократе и либерална елита, Социјализам не ради!...)
- Системска мржња у БиХ
- Социјалистички индивидуализам
- Старт: вјерски радикализам
- Сусрет
- ’Та ће он
- Троталитаризам
- Ублеха
- Умиј се
- Филозофичар
- Хајд у парк (серијал за емисију; нпр. Ублехаш, Кога си питао?...)
- Ходочашће
- Црвенбег